# Rafael Mitjana Ardison
|  | No s'ha de confondre amb Rafael Mitjana Gordón. |

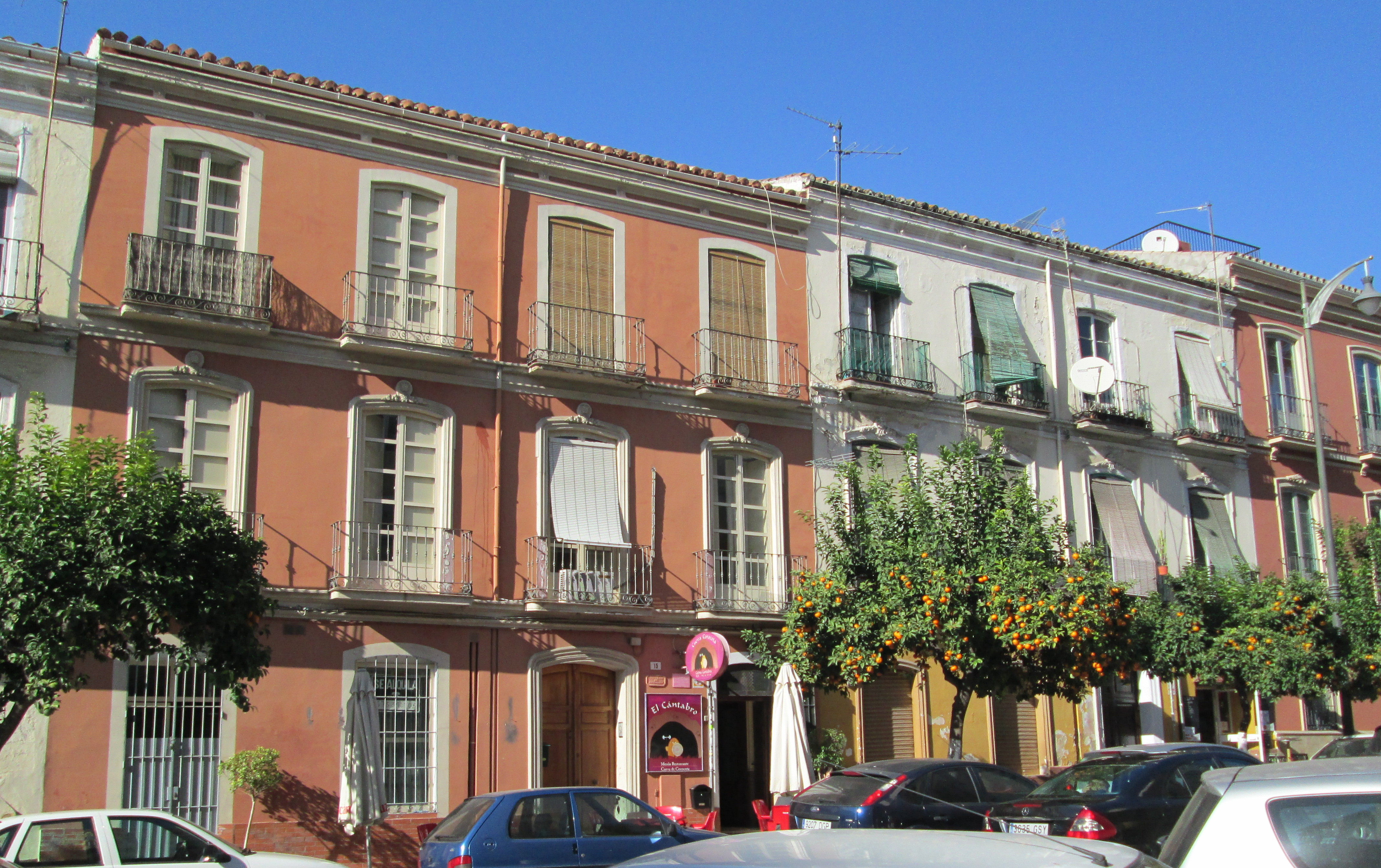
Cases al carrer Compás de la Victoria, obra de Mitjana de 1872.

Rafael Mitjana Ardison (Màlaga, 1795 - Màlaga, 1849) va ser un arquitecte, cartògraf, urbanista i comerciant espanyol.

## Biografia
Fill d'Ignasi Brunet i Mitjana, natural de la Seu d'Urgell, i Maria Ardison y Rojas, malaguenya, va combatre sent molt jove en la Guerra de la Independència Espanyola. Va obtenir el títol d'arquitecte als quaranta anys, a la Reial Acadèmia de Belles arts de Sant Fernando de Madrid i va exercir simultàniament diversos càrrecs públics: arquitecte municipal, provincial, del Govern Civil i de la Delegació d'Hisenda. El 1838 va substituir a Cirilo Salines Pérez en el càrrec d'arquitecte municipal, que va ostentar fins que va morir de febre tifoide als cinquanta-quatre anys, el gener de 1849, sent succeït per José Trigueros i Trigueros.
La seva obra més coneguda és el monument a Torrijos de la plaça de la Merced de la seva ciutat natal. També va dur a terme un projecte per a un arc del triomf en honor de Baldomero Espartero, que no va arribar a construir-se, així com nombroses obres d'arquitectura domèstica, d'enginyeria - inclòs el primer projecte per a la canalització del Guadalmedina - i diversos treballs cartogràfics i de recerca, destacant els seus estudis sobre el dolmen de Menga.
El seu cognom, Mitjana, dona nom a un passatge i una plaça situats on va viure al centre històric de Màlaga.